# Nelipophygus ramsdeni
Nelipophygus ramsdeni är en kackerlacksart som beskrevs av Rehn, J. A. G. och Morgan Hebard 1927. Nelipophygus ramsdeni ingår i släktet Nelipophygus och familjen småkackerlackor.
Artens utbredningsområde är Kuba. Inga underarter finns listade i Catalogue of Life.